# イ〜じゃナイ!?
「イ〜じゃナイ!?」は、2008年12月3日に発売された下川みくにの14作目のシングル。販売元はポニーキャニオン。

## 解説
「イ〜じゃナイ!?」は、テレビ東京系アニメ『BLUE DRAGON 天界の七竜』のエンディングテーマ（第27話 - 第39話）、テレビ東京『アニソンぷらす』2008年12月エンディングテーマとして使用された。
ジャケット写真は下川本人の女医姿とし、この写真の撮影及びミュージックビデオ（一部）の撮影は、地元北海道夕張市郊外の発電所跡で行われた。北海道での撮影は変名ユニット「NapsaQ」の作品や、アニソンベストアルバム『Reprise 〜下川みくにアニソンベスト〜』に続いて3回目である。プロモーションビデオには、この発電所跡で撮影した映像、『あっ!とおどろく放送局』で撮影した映像など、様々な下川の画像が収録されている。
なお「イ〜じゃナイ!?」の着うたは、2008年10月1日から先行して配信が開始された。

## 収録曲
1. イ〜じゃナイ!? [3:30]
作詞：Shoko、作曲・編曲：藤澤慶昌
2. Chain [4:34]
作詞：下川みくに、作曲：fumio yasuda、編曲：EOH
3. Happy Birthday [3:34]
作詞・作曲：下川みくに、編曲：松ヶ下宏之
4. イ〜じゃナイ!?（instrumental） [3:30]

## 収録アルバム
- Heavenly（『イ〜じゃナイ!?』『Chain』）